# TheaterRaum München
TheaterRaum München (TRM) ist eine private, aber staatlich anerkannte Berufsfachschule für Schauspiel und Regie unter der Leitung von Heiko Dietz. Sie liegt in der  Kurfürstenstraße im Münchener Stadtteil Maxvorstadt.
Die durchschnittliche Ausbildungsdauer beträgt drei Jahre; die Ausbildung ist projektbezogen und daher relativ unkonventionell. Die Arbeitsweise der Schule basiert auf den Grundsätzen David Mamets. Auf Methoden der Theatertheorie wird laut eigenen Angaben verzichtet. Die Ausbildung konzentriert sich vielmehr auf den individuellen Menschen, der durch die praktische Erfahrung auf der Bühne seine Formung erhalten soll. Schauspiel wird grundlegend als Handwerk betrachtet. TheaterRaum München steht in enger Zusammenarbeit mit dem Münchener theater ... und so fort.

## Auszeichnungen
Förderpreis für darstellende Kunst des Bezirks Oberbayern (Lore-Bronner-Preis)
- 2018 an Teresa Sperling
- 2017 an Lisa Fertner (lobende Anerkennung)
- 2014 an Stefan Voglhuber,
- 2011 an Guido Drell,
- 2008 (nominiert) Laura Jochmann,
- 2007 an Katharina Friedl,
- 2006 an Ina Meling und Christina Maria Hoffmann

MAX-Preis, Treffen der Münchner privaten Schauspielschulen
- 2013 Erster Platz